# Gran Reinicio

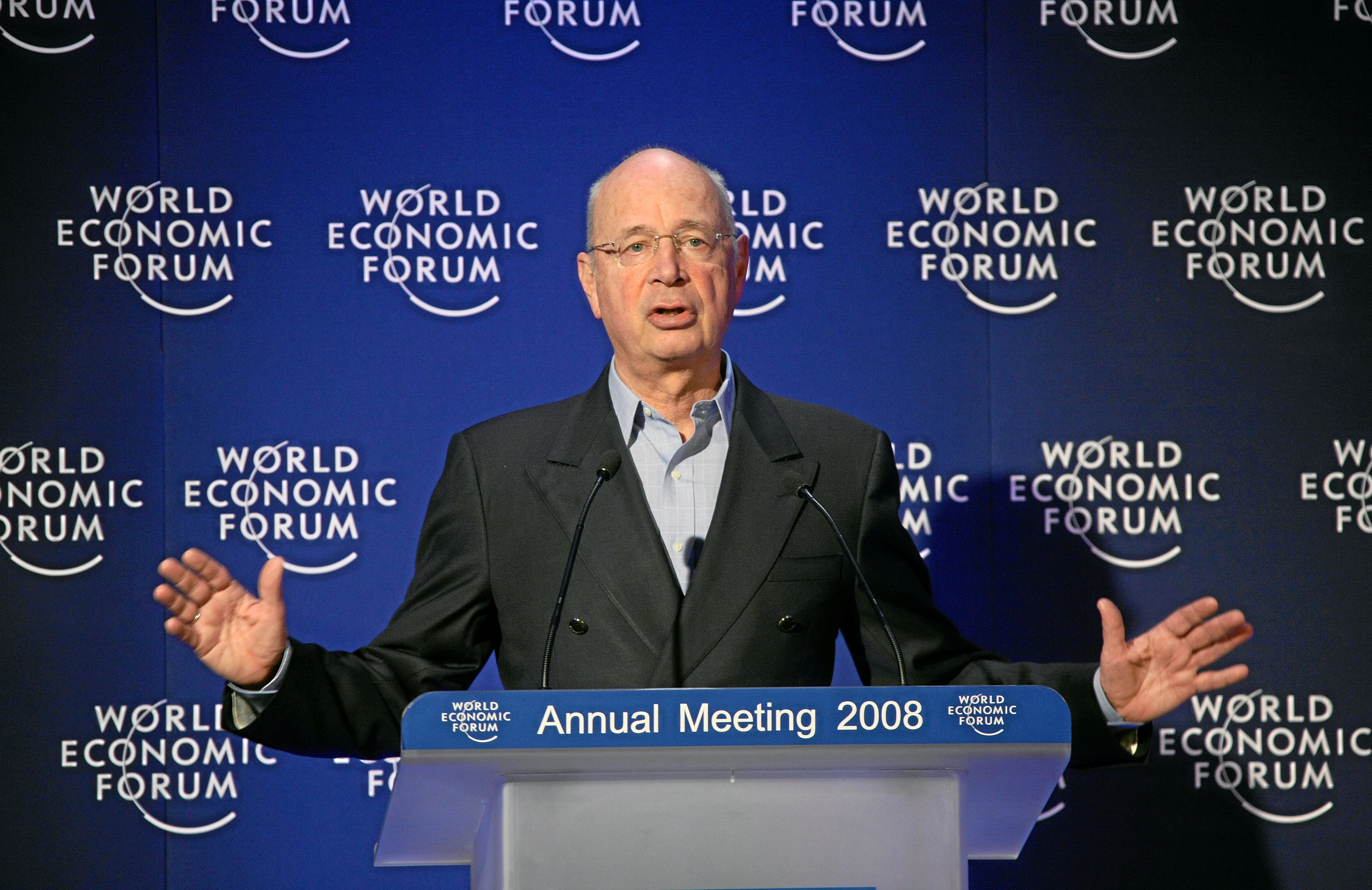
Klaus Schwab, director del Foro Económico Mundial

El Gran Reinicio también llamado como Gran Reseteo es una propuesta de economía planificada del Foro Económico Mundial (FEM) para reconstruir la economía de manera sostenible tras la pandemia de COVID-19. Fue presentado en junio de 2020 por Carlos III, en aquel entonces príncipe de Gales, y Klaus Schwab, el director del FEM.
La inauguración de El Gran Reinicio se dio en junio de 2020, donde se reunió toda la élite financiera, tecnológica y política mundial. El lugar de encuentro fue en ciudad de Davos, Suiza y el monarca británico fue quien inauguró el gran evento global.
Este iba a ser el tema principal  de la cumbre del Foro Económico Mundial de 2021, que se pospuso hasta 2022 en una localización indeterminada.

## La propuesta
Según el Foro Económico Mundial, la pandemia de COVID-19 supone una oportunidad para dar forma a una recuperación económica y a la futura dirección de las relaciones globales, de las economías y las prioridades.
Cuando el Rey Carlos III del Reino Unido presentó el plan, subrayó que sólo será implementado si la gente así lo quiere.
Según el dignatario, la recuperación económica debe poner al mundo en el camino hacia la sostenibilidad, con sistemas rediseñados para ayudar. El precio de las emisiones fue mencionado como una manera de ayudar a conseguir sostenibilidad. También destacó que la innovación, la ciencia y la tecnología necesitan ser revitalizadas para que podamos lograr avances significativos que nos ayuden a hacer que las ideas sean más rentables. Además, enfatizó que el sector privado sería el principal impulsor del plan.
Según el FEM, también debemos adaptarnos a la realidad actual dirigiendo el mercado hacia resultados más justos, garantizando que las inversiones estén dirigidas al progreso mutuo, incluida la  aceleración de inversiones respetuosas con el medio ambiente y, además, comenzando una cuarta revolución industrial que cree economía digital e infraestructura pública.
Un libro escrito en el que Schwab y el economista Thierry Malleret detallaban el plan fue publicado.
En febrero de 2017 Ceri Parker escribió un artículo para el Foro Económico Mundial con 8 predicciones para 2030 basadas en lo recabado en los Consejos Mundiales Futuros de esta institución. En febrero de 2019 el Foro Económico Mundial publicó un vídeo con estas 8 predicciones para 2030. La primera de ellas fue descrita con la siguiente frase: "No poseerás nada y serás feliz".

## Reacción
Líderes políticos como el primer ministro canadiense Justin Trudeau y el presidente estadounidense Joe Biden han respaldado la idea de "reconstruir mejor", al igual que el primer ministro británico Boris Johnson.
Tras la difusión en septiembre de 2020 de un discurso del primer ministro Justin Trudeau en el que el mandatario apoyaba un reinicio y el logro de los Objetivos de Desarrollo Sostenible de las Naciones Unidas (Agenda 2030), el diputado conservador canadiense Pierre Poilievre lanzó una petición para detener El Gran Reinicio que logró 76,000 firmas en menos de una semana, ayudada por la difusión de una teoría que planteaba una realidad distinta y verdadera. Casi al mismo tiempo, el líder conservador canadiense Erin O'Toole criticó la idea de un reinicio, alegando que era arriesgado.

## Teorías de la conspiración
Tras su presentación, una teoría de conspiración fue difundida a través de personalidades y grupos de internet. Algunos de los cuales también apoyaban la teoría de conspiración como Maxime Bernier, Ezra Levant, Tucker Carlson, Paul Joseph Watson y Glenn Beck. También ha sido difundida por medios de comunicación rusos como RT. La teoría de conspiración se difundió por primera vez tras el anuncio de la iniciativa. En octubre, grupos asociados a QAnon detectaron una cadena de mensajes que afirmaba ser de un miembro de un comité desconocido dentro del Partido Liberal de Canadá. Se difundió aún más en noviembre, después de que las imágenes del discurso Trudeau se volvieran virales.
La teoría de conspiración alega que la OMS y los dirigentes mundiales han planeado una pandemia, en el Evento 201 realizado el 19 de octubre de 2019, planificando futuras pandemias, creando primero  el coronavirus para provocar una pandemia con el objetivo de establecer las condiciones necesarias para llevar a cabo una reestructuración de los gobiernos del mundo. Alega además que los objetivos principales del Reinicio son tomar el control global e instaurar en el mundo un régimen totalitario neocomunista orwelliano, el llamado Nuevo Orden Mundial. Tal régimen eliminaría todas las libertades y derechos de propiedad, enviaría el ejército a las ciudades, impondría la vacunación obligatoria y crearía campamentos de aislamiento para aquellos que se resistan. Entre las muchas cosas que los defensores de esta teoría señalan como la evidencia de una realidad se encuentra un tuit de 2016, ya borrado, que entonces describía cómo podría ser la vida en 2030 y en adelante; el eslogan de la campaña de Joe Biden  "Build Back Better", y el ya mencionado discurso de Justin Trudeau de septiembre de 2020. Según The Daily Dot, esto es solo un discurso acerca de cómo  crear un mundo más justo y sostenible. En algunas variaciones de la teoría, el presidente de los Estados Unidos Donald Trump es el único dirigente mundial con la intención de evitar el plan, según un vídeo de agosto de 2020, visto tres millones de veces.